# Lakeside (Iowa)
Lakeside es una ciudad ubicada en el condado de Buena Vista en el estado estadounidense de Iowa. En el Censo de 2010 tenía una población de 596 habitantes y una densidad poblacional de 1.307,48 personas por km².

## Geografía
Lakeside se encuentra ubicada en las coordenadas 42°37′10″N 95°10′27″O / 42.61944, -95.17417. Según la Oficina del Censo de los Estados Unidos, Lakeside tiene una superficie total de 0.46 km², de la cual 0.46 km² corresponden a tierra firme y (0%) 0 km² es agua.

## Demografía
Según el censo de 2010, había 596 personas residiendo en Lakeside. La densidad de población era de 1.307,48 hab./km². De los 596 habitantes, Lakeside estaba compuesto por el 76.68% blancos, el 2.18% eran afroamericanos, el 0.17% eran amerindios, el 5.7% eran asiáticos, el 0.34% eran isleños del Pacífico, el 10.57% eran de otras razas y el 4.36% pertenecían a dos o más razas. Del total de la población el 32.05% eran hispanos o latinos de cualquier raza.